# 精密単独測位
精密単独測位（PPP）は衛星測位システム（GNSS）を用いた測位方法の一種で、非常に高精度な測位が可能であり、好条件下では数センチ以下の誤差で測位できる。PPPは民生レベルのハードウエアを用いて測量レベルの結果が得られる、比較的洗練されたGNSS測位技術の組合せである。PPPは、標準的なRTK測位が一時的にフィールドに固定された基地局と比較的近い距離での移動局とを用いるのとは異なり、単一のGNSS受信機を使用して測位する。PPPの測位方法は、システム誤差を定量化するために恒久的なレファレンス局を使用するDGNSS測位と多少重複している。

## 方法
PPP は直接観測データと軌道暦（エフェメリス）という2種類の一般的な情報を使用する。
直接観測データはGNSS受信機が自身で測定できるデータである。PPPにおける直接観測データの一つは搬送波位相である。すなわち、GNSS信号に埋め込まれたタイミングメッセージだけでなく、ある瞬間における信号の波が上がっている、下がっているといった情報である。大雑把に言えば、位相とはGNSS衛星と受信機間の信号の波の数の小数点以下の値と考えてよい。位相の測定自体からは近似的な位置すら得ることができないが、他の方法によって位置誤差が一波長（約20cm）以下にまで抑えられたならば、位相情報によってさらに精度を上げることができる。 
もう一つの重要な直接観測データは異なる周波数のGNSS信号間における遅延の差異である。主な位置誤差の要因としてGNSS信号の電離層による遅延の度合いがあり、これは宇宙天気予報で予測しずらいため遅延の差異が役に立つ。電離層は分散的、つまり異なる周波数の信号の遅延度合いが異なる。異なる周波数間の遅延を測定することにより、受信機のソフトウエア（または後処理）はモデル化を行い、各周波数における遅延を除去することができる。この処理は近似的なものであり、かつ非分散的な遅延（とりわけ地球の大気中にある水蒸気によるもの）は残ったままであるが、位置精度を大きく改善する。
エフェメリスはGNSS衛星軌道の精密な測定値で、測地学コミュニティ（国際GNSS事業や他の公共および民間組織）によってグローバル地上局ネットワークを用いて作成される。衛星測位は与えられた時刻における衛星の位置が分かることによって可能になるが、実際には微小隕石の衝突、太陽輻射圧の変化などにより衛星軌道は完全には予測できない。衛星が放送するエフェメリスは数時間のみ有効な早期の予測情報で、注意深く処理された衛星位置観測データよりも精度が低い（最大数メーター程度）。したがって、もしGNSS受信機が未処理の観測データを保持していれば、GNSSメッセージ内のエフェメリスよりも高精度なエフェメリスを後から処理可能であり、標準的なリアルタイム計算よりも高精度な測位結果が得られる。この後処理技術は長い間、高精度を必要とするGNSSアプリケーションの標準であった。最近では、APPS Archived 2021-04-21 at the Wayback Machine., the Automatic Precise Positioning Service of NASA JPL といったプロジェクトが高精度化されたエフェメリスを低遅延でインターネットに発信し始めた。PPPはこれらのストリーミングデータを後処理で行っていた補正情報と同様にほぼリアルタイムに適用している。

## PPP/PPP-RTK補強サービス
日本では2024年4月にMADOCA-PPPサービスを開始した。準天頂衛星システム衛星のL6DおよびL6E信号を使ってアジア・オセアニア向けに送信している。水平精度は30cm以下（95％）である。補強対象の信号は、QZSS： L1C/A, L1C/B, L1C, L2C, L5、GPS : L1C/A, L1P, L1C, L2C, L2P, L5、GLONASS : G1, G2、Galileo : E1, E5a である。現在は衛星軌道およびクロックの補正情報、信号バイアス情報のみを送信しており、収束時間は1800秒以下とされている。今後、QZSS衛星の6号機、7号機から広域電離層情報が配信される予定で、それにより収束時間が短縮されることが期待できる。
さらに、日本ではMADOCA-PPPサービスに加えてセンチメータ級測位補強サービス (CLAS) を運用している。CLASはPPP-RTK方式の補強サービスである。CLASでは衛星軌道・クロック補正、バイアス情報に加えてグリッドごとに大気/電離層遅延補正情報を配信している。CLASの初期捕捉時間（TTFF）は60秒以下である（95％）。ここでの初期捕捉時間とは、ユーザが補強メッセージ1周期分の情報を受信完了し、補強メッセージを使用して、補強対象衛星の測位信号に含まれる搬送波位相のアンビギュイティを決定するまでの時間と定義されている。CLASの補強データは日本国内に設置された電子基準点のデータを使って作成している。したがって、CLASのサービスエリアは国内のみである。
Galileo 衛星測位システムを運用する欧州連合および欧州宇宙機関は、2023年1月にThe Galileo High Accuracy Service (HAS) を開始した。HASは精密単独測位による高精度測位サービスで水平精度は20cm以下（95％）であるとされている。HASのデータはGalileo衛星のE6-B信号によって送信されている。現在、衛星軌道補正情報、衛星クロック補正情報、各衛星/信号のバイアス情報を送信している。補正の対象はGalileo E1/E5a/E5b/E6 および GPS L1/L2C の各信号である。HASにおいても今後、大気/電離層遅延を補正する情報の配信が予定されていて、それにより収束時間が現在の300秒以下から100秒以下になる予定である。
北斗衛星導航系統でもGalileoと同様に精密単独測位による高精度測位サービスPPP-B2bを提供している。データは3つあるBeidouの静止衛星からB2B信号を使って送信されている。水平精度は30cm以下（95％）である。衛星軌道と衛星クロックを補正する情報を送信している。
商用サービスでは、Trimbleの CenterPoint RTX、u-bloxのPointPerfectなど多数のサービスがある。CenterPoint RTXは水平精度 2cm（RMS)、収束時間 3分以内としている。PointPerfectは30秒以内にセンチメータレベルに到達するとしている。

## 応用
精密測位はロボット工学、自律ナビゲーション、農業、建設、採掘での利用が増えている。
従来の民生GNSS測位と比較したときのPPPの短所は、より高い処理能力を必要とし、外部のエフェメリス補正情報ストリームが必要で、測位が最終的な精度に収束するまでにかなりの時間（最大数十分）を要することである。この特徴から、複雑さが加わる割にはセンチメートルレベルの精度が見合わない車両管理のようなアプリケーションには不向きであり、オンボードでの処理能力と頻繁なデータ転送があらかじめ想定されているロボティクスなどの分野には有用である。